# Оноже, Джон
Джон Оноже (15 апреля 1959, Сьерра-Леоне — 14 февраля 2024, Брюссель, Бельгия) — молдавский политический активист.

## Биография
Родился 15 апреля 1959 года в британской колонии Сьерра-Леоне. В 1999 году, спасаясь от гражданской войны в стране, переехал в Кишинёв.
Прожив в Молдове более десяти лет в качестве беженца, 17 января 2011 года получил гражданство республики, вступил в Национал-либеральную партию Молдовы,
Подвергался критике со стороны политических оппонентов и, согласно заявлениям Amnesty International, являлся жертвой расовой дискриминации. Так, в декабре 2011 года в эфире телеканала Publika TV Виктор Шелин, лидер Социал-демократической партии Молдовы, потребовал у государственных органов лишить Оноже молдавского гражданства, а 18 февраля 2012 года на фоне протеста против манифестаций, организованных Партией коммунистов Республики Молдова, стал объектом оскорблений по расовому признаку со стороны лидера партии Владимира Воронина.
Впоследствии на этих основаниях получил убежище в Бельгии, умер 14 февраля 2024 года в Брюсселе.

## Деятельность
Был сторонником унионизма. Систематически принимал участие в антикоммунистических акциях прямого действия, боролся с влиянием русского языка, проводил многочисленные одиночные пикеты, в частности, накануне визита министра иностранных дел РФ Сергея Лаврова в Кишинёв 21 ноября 2011 года у здания МИД Молдовы, выражая недовольство присутствием оперативной группы российских войск в Приднестровье, и 2 и 3 января 2012 года у посольства Российской Федерации, подвергая критике власти Молдовы за отсутствие должной реакции на смерть Вадима Писаря.
9 декабря 2011 года проходил медицинское обследование в Республиканской больнице Молдовы для последующей регистрации в качестве кандидата на президентских выборах.